# Dimos Athens
Dimos Athens (Athens) är en kommun i Grekland.   Den ligger i prefekturen Nomarchía Athínas och regionen Attika, i den sydöstra delen av landet. Huvudstaden Aten ligger i Dimos Athens. Antalet invånare är 664 046.